# Borja Jiménez
Borja Jiménez Sáez (Ávila, 21 januari 1985) is een Spaanse trainer. Op 6 juni 2023 tekende hij een contract bij CD Leganés.

## Loopbaan
In 2006 begon Borja Jiménez zijn carrière als coach in de jeugdcategorieën van een ploeg uit zijn geboortestad Real Ávila CF.  Na uitstappen naar de jeugdopleidingen van AC Milan en de "Casa Social Católica", werd bij in zijn geboortestad assistent van José Luis Diezma bij Real Ávila CF, een ploeg uit de Tercera División.
De volgende stappen van zijn carrière zette hij vanaf 2015 bij Real Valladolid. Eerst bij de jeugdopleiding en reeds tijdens het seizoen 2015-2016 bij het filaal dat actief was in de Segunda División B.
De ploeg zou op een mooie tiende plaats eindigen.
Het daaropvolgende seizoen 2016-2017 coachte hij CD Izarra, dat net gepromoveerd was naar de Segunda División B.  Ook hier slaagde hij erim om met een dertiende plaats in de eindrangschikking de categorie te behouden. 
Hij deed dit nogmaals over tijdens het seizoen 2017-2018 door te tekenen bij Rápido de Bouzas, dat ook gepromoveerd was naar de Segunda División B.  Op het einde van het seizoen was hij slechts twee punten verwijderd van het spelen van de promotiefase naar Segunda División B, het beste resultaat ooit van de club.
Bij het begin van het seizoen 2018-2019 tekende Jiménez voor CD Mirandés, waarmee hij zijn grootste sportieve succes zou behalen.  Na een derde plaats in de eindrangschikking van de Segunda División B, zou hij de promotie naar de Segunda División A afdwingen, door achtereenvolgens Atlético Madrid B, Recreativo Huelva (kampioen Groep 4) en Club Deportivo Atlético Baleares (kampioen Groep 3) uit te schakelen.  Hij zou de ploeg echter niet volgen naar de zilveren afdeling het Spaanse voetbal.
Het zocht tijdens het seizoen 2019-2020 zijn geluk in Griekenland bij Asteras Tripolis, een ploeg spelend op het hoogste niveau in de Super League.  Op 4 december werd hij, ondanks winst in de Griekse beker, ontslagen.  De ploeg bevond zich in de zone van de play downs met 11 punten uit 12 wedstrijden.  Hij werd vervangen door de Serviër  Milan "Mima" Rastavac.
Twee dagen voor Kerstmis 2019 zou hij tekenen bij FC Cartagena, waar hij de Uruguaan Gustavo Munúa zou vervangen.  Deze laatste liet de ploeg uit de Segunda División B na op een mooie eerste plaats met drie punten voorsprong op de tweede en de derde en zelfs acht punten voorsprong op de runner up voor de eindronde.  Hij tekende er een contract tot op het einde van het seizoen 2019-2020, met een optie tot verlenging.  De ploeg behield de leiding tot het einde van heenronde.  Na de 22ste en de 24ste speeldag werd de leidersplaats tweemaal verloren aan Marbella FC.  Op 8 maart 2020 speelde de ploeg de 28ste speeldag tegen  Córdoba CF.  De met 0-2 gewonnen uitwedstrijd bracht de ploeg weer op de eerste plaats en de daaropvolgende week werd de competitie voorlopig stilgelegd door de Coronapandemie. Deze overwinning werd wel heel belangrijk toen op 14 april de RFEF besloot om de ploeg kampioen van de reguliere competitie te verklaren en dit op 10 wedstrijden voor het einde en onmiddellijk met de eindronde te starten.  De rondes werden gespeeld in één wedstrijd.  Ondanks het feit dat deze beslissing veel tegenwind kreeg, werd ze herbevestigd op 6 mei.  Op 25 juni gingen de vier kampioenen (naast Cartagena ook Club Deportivo Atlético Baleares, CD Logroñés en CD Castellón) in de urne en werd de ploeg uit de Balearen op zondag 19 juli de tegenstander.  In tegenstelling met normale play offs werd de finale in één wedstrijd gespeeld in de Estadio La Rosaleda, thuishaven van Málaga CF.  Na 120 minuten was het nog steeds 0-0 en de promotie werd afgedwongen na de strafschoppen.  Athlético begon en beide ploegen scoorden de eerste drie.  Toen Atlético de vierde en vijfde penalty miste en Cartagena de vierde had gescoord, was de Segunda A een feit.  Acht jaar na de degradatie, pikte de ploeg tijdens het seizoen 2020-2021 de draad weer op in de Segunda División A.  De eerste wedstrijd werd gespeeld op zondag 13 september 2020 in het stadion van  Real Oviedo.  Borja was nog steeds de coach van een ploeg met vijf versterkingen.  Een mooi 0-0 gelijkspel kwam uit de bus, maar de ploeg bleek nog niet van voldoende kwaliteit voorzien en verdere versterkingen bleken noodzakelijk.  Die gebeurden ook met Rubén Castro Martín, Alejandro Gallar Falguera,Alberto de la Bella, Sergio Aguza Santiago, Jean-Pierre Patrick Rhyner Pebe en Marcin Bułka.  De spelers pasten zich onmiddellijk aan en na tien wedstrijden stond de ploeg zelfs op een zevende plaats.  Midden november kwam er een kentering en ging het op sportief vlak van kwaad naar erger.  Zo was de ploeg na achttien speeldagen teruggezakt naar de zestiende plaats, twee punten boven de degradatiezone en op 17 december 2020 werd de ploeg door Pontevedra CF uit de Segunda División B uitgeschakeld in de eerste ronde van de Copa del Rey.  De daaropvolgende dag werd coach Borja ontslagen. Pepe Aguilar, de trainer van het filiaal, verving gedurend drie speeldagen Borja.  Maar ook hij slaagde er niet in om de ploeg beter te laten spelen en na één op negen werd hij op 11 januari 2021 naar het filiaal teruggestuurd.  De daaropvolgende dag werd Luis Miguel Carrión tot het einde van het seizoen aangesteld.  Hij was wel succesvol en zorgde voor het behoud.
Op 26 mei 2021 tekende hij een contract voor het seizoen 2021-2022 bij Deportivo La Coruña, een ploeg uit de Primera División RFEF.  De heenronde verliep heel goed want na achttien van de negentien wedstrijden bleek al dat de ploeg met voorsprong de heenronde zou afsluiten.  Maar de terugronde verliep stroever en op het einde van het seizoen eindigde de ploeg tweede na Racing Santander.  Tijdens de eindronde werd Linares Deportivo nogal gemakkelijk met 4-0 opzij gezet, maar tijdens de finale tussen Deportivo en Albacete Balompié ging het weer verkeerd.  De wedstrijd vond plaats op 11 juni en werd met 1-2 na verlenging door Albacete gewonnen.  Tegen de verwachtingen in werd zijn contract verlengd.  Maar de start van het seizoen 2022-2023 verliep niet van een leien dakje en toen de ploeg na de zevende wedstrijd maar op een vijfde plaats stond, werd hij op 11 oktober 2022 vervangen door Óscar Cano.
Op 6 juni 2023 vond hij opnieuw onderdak bij CD Leganés, een ploeg uit de Segunda División A.